# Lexus Electrified Sport Concept
Lexus Electrified Sport Concept – koncepcyjny samochód sportowy o napędzie elektrycznym opracowany przez japońską markę Lexus. Pojazd został zaprezentowany w grudniu 2021 podczas ogłoszenia strategii dotyczącej samochodów elektrycznych przez Akio Toyodę, prezydenta Toyota Motor Corporation, do której należy Lexus. Model ma wejść do oferty japońskiego producenta do 2030 roku. 
Według przewidywań projektantów samochód będzie przyspieszał od 0 do 100 km/h w czasie wynoszącym nieco ponad 2 s, a jego maksymalny zasięg na jednym ładowaniu będzie wynosił około 700 km.  